# Нерпалка
Нерпалка (Большой Тетёр) — река в Ханты-Мансийском автономном округе России.
Протекает по территории Кондинского района и городского округа Урай. Впадает в реку Конду в 680 км от её устья по левому берегу. Длина реки составляет 152 км, площадь водосборного бассейна — 1090 км². Притоки — Лоут, Ершова и Усть-Тетёр.

## Данные водного реестра
По данным государственного водного реестра России относится к Иртышскому бассейновому округу, водохозяйственный участок реки — Конда, речной подбассейн реки — Конда. Речной бассейн реки — Иртыш.
Код объекта в государственном водном реестре — 14010600112115300016467.